# Celadas
Celadas est une commune d’Espagne, dans la province de Teruel, communauté autonome d'Aragon comarque de Teruel.

## Jumelage
Vynohradiv (Ukraine)

## Personnalités
- Crescence Garcia Pobo (1903-1936), prêtre amigonien, fusillé durant la guerre civile et béatifié en 2001[1].